# Kārlis Zāle

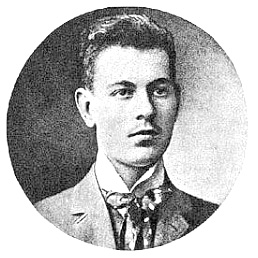
Kārlis Zāle

Kārlis Zāle (Mažeikiai, 28 de outubro de 1888 - Inčukalns, 19 de Fevereiro de 1942) foi um escultor letão. Após o treinamento na Rússia e na Alemanha, voltou a Riga, onde trabalhou com esculturas e ensinava tal arte. Ele é mais conhecido por suas esculturas monumentais, incluindo as Sepulturas Comuns (Common Graves) e o Monumento da Liberdade, em Riga.